# Neil Ruddock
Neil Ruddock (ur. 9 maja 1968 w Londynie) – piłkarz angielski grający na pozycji środkowego obrońcy. W swojej karierze rozegrał 1 mecz w reprezentacji Anglii.

## Kariera klubowa
Swoją karierę piłkarską Ruddock rozpoczął w klubie Millwall. W 1986 roku awansował do kadry pierwszego zespołu, jednak nie zadebiutował w nim i następnie odszedł do Tottenhamu Hotspur. W Tottenhamie swój debiut zaliczył 18 kwietnia 1987 w zwycięskim 1:0 domowym meczu z Charltonem Athletic. Przez niespełna trzy sezony rozegrał w Tottenhamie 9 ligowych meczów. W 1988 roku wrócił do Millwall i grał w nim w sezonie 1988/1989 w Division One.
Na początku 1989 roku Ruddock przeszedł za 250 tysięcy funtów do Southamptonu. W Southamptonie zadebiutował 18 lutego 1989 w zremisowanym 1:1 wyjazdowym meczu z Sheffield Wednesday. W Southamptonie występował w podstawowym składzie. Zawodnikiem tego klubu był do końca sezonu 1991/1992.
Latem 1992 roku Ruddock wrócił do Tottenhamu, który zapłacił za niego sumę 750 tysięcy funtów. W Tottenhamie grał w sezonie 1992/1993. W lipcu 1993 został sprzedany za 2,5 miliona funtów do Liverpoolu. W Liverpoolu swój debiut zanotował 14 sierpnia 1993 w zwycięskim 2:0 domowym meczu z Sheffield Wednesday. W pierwszych dwóch sezonach był podstawowym zawodnikiem Liverpoolu. W 1995 roku wystąpił w wygranym 2:1 finale Pucharu Ligi Angielskiej z Boltonem Wanderers. Wiosną 1998 został wypożyczony z Liverpoolu do Queens Park Rangers.
Latem 1998 roku Ruddock przeszedł za 250 tysięcy funtów do West Hamu United. W West Hamie zadebiutował 15 sierpnia 1998 w wygranym 1:0 wyjazdowym meczu z Sheffield Wednesday. Zawodnikiem West Hamu był przez dwa lata. W sezonie 2000/2001 grał w Crystal Palace, a w sezonie 2001/2002 - w Swindon Town, w którym zakończył swoją karierę.
| Sezon   | Klub                | Kraj   | Rozgrywki      | Mecze | Bramki |
| ------- | ------------------- | ------ | -------------- | ----- | ------ |
| 1985/86 | Millwall            | Anglia | Division Two   | 0     | 0      |
| 1985/86 | Tottenham Hotspur   | Anglia | Division One   | 0     | 0      |
| 1986/87 | Tottenham Hotspur   | Anglia | Division One   | 4     | 0      |
| 1987/88 | Tottenham Hotspur   | Anglia | Division One   | 5     | 0      |
| 1988/89 | Millwall            | Anglia | Division One   | 2     | 1      |
| 1988/89 | Southampton         | Anglia | Division One   | 13    | 3      |
| 1989/90 | Southampton         | Anglia | Division One   | 29    | 3      |
| 1990/91 | Southampton         | Anglia | Division One   | 35    | 3      |
| 1991/92 | Southampton         | Anglia | Division One   | 30    | 0      |
| 1992/93 | Tottenham Hotspur   | Anglia | Premier League | 38    | 3      |
| 1993/94 | Liverpool           | Anglia | Premier League | 39    | 3      |
| 1994/95 | Liverpool           | Anglia | Premier League | 37    | 2      |
| 1995/96 | Liverpool           | Anglia | Premier League | 20    | 5      |
| 1996/97 | Liverpool           | Anglia | Premier League | 17    | 1      |
| 1997/98 | Liverpool           | Anglia | Premier League | 2     | 0      |
| 1997/98 | Queens Park Rangers | Anglia | Division One   | 7     | 0      |
| 1998/99 | West Ham United     | Anglia | Premier League | 27    | 2      |
| 1999/00 | West Ham United     | Anglia | Premier League | 15    | 0      |
| 2000/01 | Crystal Palace      | Anglia | Division One   | 20    | 2      |
| 2001/02 | Swindon Town        | Anglia | Division Two   | 15    | 1      |

## Kariera reprezentacyjna
W 1989 roku Ruddock rozegrał 4 mecze w reprezentacji Anglii U-21. W dorosłej reprezentacji swój jedyny mecz rozegrał 16 listopada 1994 przeciwko Nigerii. Był to towarzyski mecz, w którym Anglia wygrała 1:0.
| Mecze i gole w reprezentacji | Mecze i gole w reprezentacji | Mecze i gole w reprezentacji | Mecze i gole w reprezentacji | Mecze i gole w reprezentacji | Mecze i gole w reprezentacji | Mecze i gole w reprezentacji |
| #                            | Data                         | Stadion                      | Rywal                        | Wynik                        | Gol                          | Rozgrywki                    |
| 1991                         | 1991                         | 1991                         | 1991                         | 1991                         | 1991                         | 1991                         |
| ---------------------------- | ---------------------------- | ---------------------------- | ---------------------------- | ---------------------------- | ---------------------------- | ---------------------------- |
| 1.                           | 16.11.1994                   | Londyn, Anglia               | Nigeria                      | 1:0                          | 0                            | towarzyski                   |